# Rochemolles
Rochemolles (en italien Rochemolles et en occitan Arciamura) est une ancienne communauté des escartons du Briançonnais (dans le Dauphiné de Viennois puis dans la province de Dauphiné du royaume de France), une ancienne commune de la province de Suse du royaume de Sardaigne, de l'arrondissement de Suse du  département du Pô du Premier Empire français, de la circonscription de Suse du royaume d'Italie.
Elle a été fusionnée le 16 juin 1927 avec celle de Bardonnèche, dont elle constitue actuellement un hameau (en italien, frazione).

## Géographie

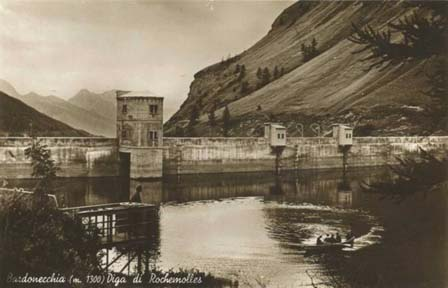
Le barrage de Rochemolles en 1937.

La superficie de la commune de Rochemolles est, en 1921, de 5541 hectares.

## Histoire

### État et événements politiques et sociaux
Le 18 février 1333, les représentants de la communauté de Rochemolles et le sieur Obert de Bardonnèche conviennent de déléguer à des arbitres la résolution du litige qui les oppose et qui concerne la propriété du moulin de Rochemolles. Le 12 mars 1333, les arbitres statuent que la communauté est propriétaire perpétuel du moulin, mais qu'elle devra verser chaque année 9 mesure de seigle à Obert et à ses descendants.

### État et événements religieux
La paroisse de Rochemolles ne figure pas dans la liste des paroisses que l'évêque de Turin Cunibert confie à la Prévôté de Saint Laurent d'Oulx entre 1051 et 1065 dans le cadre de la « Plébanie des Martyrs ».

## Habitat

### Le village
Le village de Rochemolles est divisé par le torrent du « riu ou rio del Fourn » en deux hameaux ; le « quartier de l'église » et le « quartier Mont-Cenis ». La séparation des deux quartiers a été accentuée par le fait que les rives du Rio del Fourn qui n'est d'ordinaire qu'un ruisseau mais qui peut être aussi porteur de crues violentes, ont été le lieu de prédilection pour l'installation des jardins potagers des familles des deux quartiers.

### Les hameaux d'alpage

#### Mouchecuite
Mouchecuite 45° 06′ 46″ N, 6° 45′ 25″ E est un plateau incliné dont l'altitude est comprise entre 1900 et 1950 mètres, et qui est l'hôte de quelques chalets d'alpages : « les Granges de Mouchecuite ». Distant d'un kilomètre du village de Rochemolles, il était l'alpage le plus pratique d'accès et le plus productif. À partir du XVIe siècle, et à cause du refroidissement climatique, il a surtout été utilisé comme pâturage. Mais ses terrains étaient cultivés au cours des époques précédentes et l'on ne peut exclure qu'il eût été alors habité de manière permanente.

## Patrimoine

### L'église paroissiale Saint-Pierre Apôtre

#### L'édifice et son histoire
L'église paroissiale de Rochemolles est dédiée Saint-Pierre Apôtre. L'édifice que l'on peut visiter actuellement résulte de l'agrandissement ou de la réparation, rendue nécessaire par les accidents collectifs (notamment les incendies)  d'édifices précédents. ou les calamités naturelles (surtout les avalanches), d'édifices précédents.
Le premier document qui nous informe de l'existence d'une paroisse à Rochemolles, et par conséquent d'une première église, est l'arbitrage, rendu le 12 août 1296. par Soffrey de Guininus, bailli du briançonnais, entre la prévôté de Saint-Laurent d'Oulx et les communautés de la vallée de Bardonnèche à propos de l'usage de « l'Alpe de Valfreyde » (en italien Valfredda).
La construction actuelle s'appuie sur une réédification complète réalisée entre 1452 et 1456. Elle est composée d'une nef et d'une chapelle latérale sur le côté sud et se termine par un chœur avec voûtes à ogives de style gothique tardif (datable de la fin du XIVe siècle et au delà) .
Le clocher possédait à l'origine une flèche de « style embrunnais », comme on peut en admirer à Salbertrand, à Césane et dans presque toutes les paroisses du Briançonnais. Le souffle d'une avalanche l'abat en 1749 et elle n'a jamais été reconstruite.

### L'oratoire de Pra Lavin
L'oratoire de Pra Lavin (en occitan Pralaven) ressemble à une chapelle minuscule construite à l'aide de pierre et de mortier de chaux, et couverte d'un toit de lauzes.

## Démographie
| 1807 | 1862 | 1871 | 1881 | 1921 |
| ---- | ---- | ---- | ---- | ---- |
| 467  | 476  | 455  | 408  | 503  |

### Monographies et ouvrages généraux
- (it) Marco Battistoni, Schede storico-territoriali dei comuni del Piemonte, Comune di Bardonecchia, Turin, Regione Piemonte, 2006, 32 p. (lire en ligne).
- (it) Goffredo Casalis, Dizionario geografico, storico, statistico, commerciale degli stati di S.M. il re di Sardegna, vol. X, Turin, G. Maspero, 1842 (lire en ligne).
- (it) Giovanni Collino, Le carte della Prevostura d'Oulx, raccolte e riordinati cronologicamente fino al 1300, Pignerol, Chiantore-Mascarelli, 1908, 411 p. (OCLC 252891256, lire en ligne).
- (it) Andrea De Pasquale, Sandra Mattioli et Davide Monge, Archivio storico del comune di Bardonecchia (1296-1956) : Inventario, Bardonnèche, Comune di Bardonecchia, 1997, 168 p. (lire en ligne).
- (la) Antonio Rivautella et Francesco Berta, Ulciensis Ecclesiae Chartarium Animadversionibus Illustratum, Turin, Typographie Royale, 1753 (lire en ligne).
- (it) Valeria Minucciani, « Piccoli segni architettonici sul territorto », dans Demetrios Athanasoulis Francesco Augelli Alessia Bianco Isabella Bolgiani Susanna Bortolotto Carlos Alberto Cacciavillani, Maria Carolina Campone, Rita Capurro, Saverio Carillo, Cristina Coscia, Giuseppe Damone, Federico Fazio Daniela Ferrero Alessandra Ferrighi Elena Fregonara Simona Gatto Sebastiano Giuliano Carmine Iuozzo Snežana Jeji Leonidas Koutsoumpos Giovanni Leoncini Manuela Mattone Claudio Mazzanti Maria Mimmo Valeria Minucciani Francesco Novelli Lidia Padricelli Giusi Andreina Perniola Emanuele Romeo Riccardo Rudiero Fabio Saggioro Nikolaos Siomkos Lucio Speca Paolo Tomatis Massimiliano Valdinoci Rita Valenti Maria Vasilopoulou Snežana Vecanski Zorán Vukoszávlyev Ferdinando Zanzottera Carla Zito, Patrimonio architettonico religioso: Nuove funzioni e processi di trasformazione, Roma, Gangemi Editore spa, 2006 (ISBN 978-88-492-4812-8, lire en ligne).

### Publications administratives
- Département du Pô, Almanach du département du Pô. 1807., Turin, Michel-Ange Morano, 1807 (lire en ligne).
- (it) Ministero di Grazia e Giustizia et dei Culti, Comuni del Regno d'Italia : Tavole statistiche e sinottiche della circoscrizione amministrativa, elettorale, giudiziaria ed ecclesiastica. Con la indicazione della popolazione giusta l'ultimo censimento, Turin, Stamperia Reale, 1863 (lire en ligne).
- (it) Ministero dell'Interno, Dizionario dei Comuni del Regno d'Italia : Con la popolazione secondo il censimento del 1871, Rome, Eredi Botta (Tipografi della Camera dei Deputati), 1874 (lire en ligne).
- (it) Ministero di Agricoltura, Industria e Commercio., Censimento della popolazione del Regno d'Italia (31 Dicembre 1881), Rome, Tipografia Fratelli Centenari, 1882 (lire en ligne).
- (it) Presidenza del Consiglio dei Ministri, Istituto Centrale di Statistica, Censimento della popolazione del regno d'Italia al 10 dicembre 1921 : Piemonte, Rome, Stabilimento Poligrafico per l'Amministrazione dello Stato, 1927 (lire en ligne).

### Ressources en ligne
- (it) « Chiesa di San Pietro apostolo di Rochemolles » [html], sur vallesusa-tesori.it, Valle di Susa. Tesori di Arte e Cultura Alpina (consulté le 17 août 2017).
- (it) « Storia dell'Escarton d'Oulx »